# المفضل بن المهلب
المفضل بن المهلب بن أبي صفرة الازدي عامل خراسان عام 85هـ من قبل الحجاج بن يوسف الثقفي. ثم إشترك لاحقاً في ثورة أخيه يزيد بن المهلب على الدولة الأموية، وبعد هزيمة أخيه يزيد في معركة العقر هرب إلى قندابيل من أعمال بلاد السند وإجتمعت إليه الفلول المنهزمة من أنصار أخيه يزيد، فوجه إليه الخليفة يزيد بن عبد الملك القائد هلال بن أحوز التميمي فقتل المفضل وقتل معه عدد من إخوته وأبنائهم وفرق جمعهم في معركة قندابيل عام 102 هـ.

## نبذه
لما طلب الحجاج من عبد الملك عزل يزيد بن المهلب سنة 85هـ أذن له بذلك ولكن الحجاج كره أن يكتب إليه بعزله فكتب إليه يأمره أن يستخلف أخاه المفضل ويقبل إليه فأخذ يتجهز فأبطأ فكتب الحجاج إلى المفضل : إني قد وليتك خراسان ، فجعل المفضل يستحث يزيد ، فقال له يزيد : إن الحجاج لا يقرك بعدي وإنما دعاه إلى ما صنع مخافة أن امتنع عليه وستعلم ، وأقره الحجاج تسعة أشهر ثم عزله.
وقيل أن سبب عزل يزيد أن الحجاج لما فرغ من عبد الرحمن بن الأشعث لم يكن له همّ إلا يزيد وأهل بيته ، وقد كان أذل أهل العراق كلهم إلا آل المهلب ومن معهم بخراسان وتخوفه على العراق ، وقيل : كتب الحجاج إلى يزيد : اغز خوارزم (توضيح) فاعتل، فكتب الحجاج إليه : استخلف وأقدم ، فكتب : أني أريد أن أغزو خوارزم ، فكتب الحجاج : لا تغزها ،فغزا ولم يطعه ، فصالحه أهلها وأصاب سبيا وقفل في الشتاء ، فكتب إليه الحجاج : أن أقدم ، فسار إليه.

## فتوحات المفضل بن المهلب سنة 85هـ
لما ولي المفضل خراسان غزا باذغيس ففتحها وأصاب مغنما فقسمه ، ولم يكن للمفضل بيت مال ، وكان يعطي الناس كلما جاء شيء ، وإن غنم شيئا قسمه بينهم.

## قتال المفضل موسى بن عبد الله سنة80هـ
لما عزل الحجاج يزيد بن المهلب وولى أخاه المفضل أراد المفضل أن يحظى عند الحجاج بقتال موسى بن عبد الله فسير عثمان بن مسعود إليه في جيش وكتب إلى مُدرك بن المهلب وهو ببلخ يأمره بالمسير معه ، فعبر النهر في خمسة عشر ألفا ، فكتب إلى السّبّل وإلى طرخون فقدموا عليه فحصروا موسى وضيقوا عليه وعلى أصحابه ، فمكث شهرين في ضيق وقد خندق عثمان عليه ، فقال موسى لأصحابه : أخرجوا بنا حتى متى نصبر فاجعلوا يومكم معهم إما ظفرتم ، وإما قتلتم ، واقصدوا الترك فخرجوا وخلّف النضر بن سليمان بن عبد الله بن خازم في المدينة وخرج وجعل ثلث أصحابه بإزاء عثمان ، وقال : لا تقاتلوه إلا أن يقاتلكم وقصد لطرخون وأصحابه فصدقوهم القتال فانهزم طرخون وأخذوا عسكرهم وزحفت الترك والصغد فحالوا بين موسى والحصن فقاتلهم فعقروا فرسه وسقط ، فقال لمولى له :احملني ، فقال : الموت كريه ولكن ارتدف فإن نجونا نجونا جميعا وإن هلكنا هلكنا جميعا ، فلما نظر إليه عثمان حين وثب ، قال : وثبة موسى ورب الكعبة ، وقصد إلى موسى وعثرت دابة موسى فسقط هو ومولاه فقتلوه ونادى منادي عثمان : من لقيتموه فخذوه أسيرا ولا تقتلوا أحدا ، فقتل في ذلك اليوم من الأسرى الكثير من العرب خاصة فكان يقتل العرب ويضرب المولى ويطلقه ، وسلم النضر المدينة إلى مدرك بن المهلب وآمنه فسلمها مدرك إلى عثمان وكتب المفضل إلى الحجاج بقتل موسى بن عبد الله بن خازم.